# ウルトラボックス
『ウルトラボックス』（ULTRABOX）は、ビクター音楽産業から1990年から1992年にかけてほぼ季刊ペースで発売された、PCエンジンCD-ROM2用の史上初のCD-ROMを媒体としたディスクマガジン。最終的に6号まで発売された。
6号発売時にはSUPER CD-ROM2が既に発売されているが、本シリーズはすべてCD-ROM2向けに制作された。
小学館『月刊PCエンジン』編集部との共同製作。

## 主な連載企画

### クスト
考古学者である主人公が発掘した古代遺跡で見つけたクリスタル。このクリスタルを巡って軍から狙われることになる。その手をかいくぐって古代文明の謎に迫ろうとするところで、突然現れたUFO。このクリスタルはいったい……。
2号から5号までに全4話、6号に総集編が収録された、アニメーションを売りとした連載アドベンチャーゲーム。6号発売時には既にSUPER CD-ROM2が発売されていたため、またアニメーションシーンになると少し動いてすぐ読み込みといった動作であったため、同プラットフォームでのリメイクを望む声もあった。

### 実用!? デート講座
創刊号と2号に掲載。当時のデートスポット紹介が主。小栗香織とデートしながら、原宿や渋谷の流行りの店の情報がわかるというもの。創刊号は原宿、2号は横浜。

### CLUB UB 「ロマンスをさがして」
3号から5号まで連載。「UBガールズ（高野美世、東野成子、水出千夏）」と銘打たれた女性3人組のうち、毎回1人が実写で登場する恋愛アドベンチャーゲーム。

### ラッシャー木村の星に願いを!
創刊号から3号まで連載。星占いを軸とした、ラッシャー木村を起用したバラエティ企画。

### PCエンジンソフト図鑑
すべての号に連載。本作発売時のPCエンジンソフトをすべて網羅したソフト図鑑。一部は除くが、ソフトのジャケットの画像を参照できる（ソフトによっては、ゲーム画面の取り込み画像が使われている場合もある）。号によっては、発売が近いソフトのメーカーによる紹介コーナーも収録されている。『月刊PCエンジン』の遊楽専業団団長、江口貴博によるソフトへのレビューも寄せられていた。
ここで使用されていたシステムは後に改良されて、小学館から発行されたムック『PCエンジンCD-ROMカプセル』に「PCエンジンハイパーカタログ」として継承された（ちなみに、同ムックも6号で発行が終了している）。

### じゃんじゃんボックス
読者参加コーナー。『月刊PCエンジン』「遊楽画廊」の本作出張版ともいえる「遊楽画廊デジタル」、「突撃Q&A」、2コマや4コママンガを募集した「ギャグランド」などがあったが、最終的には「UB ART GALLERY」というイラスト掲載コーナーのみになり、「じゃんじゃんボックス」の名前も消えている。

### 仮面ビクター
創刊号から3号に掲載。当時流行していた仮面ライダーのパロディー『仮面ノリダー』の二次パロディー。タイトルは同じだが、ジャンルはそれぞれアクション・レース・シューティングと内容が異なっている。アクションは『ディスクステーション』（MSX版）4号に収録された「仮面ハラダー サム」と同じ内容。

### どきどきシリーズ
4～6号に掲載。いわゆる脱衣ミニゲーム。ミニゲームをクリアすると、プレイヤーキャラの女の子が服を脱ぐ。カラスの糞などの障害物を避けながら女の子が縄跳びをする「どきどきなわとびランド」が4号、女の子がハードル走を走る「どきどきハードルランド」が5号、レースゲームの「どきどきドライブランド」が6号に収録されている。当時のPCエンジンゲームの倫理基準の柔軟さにより、乳首の描写がある。

## 各号の収録内容

### 創刊号
- 「HELP」：各ボタンの操作対応を音声で説明。
- 「赤い糸チェック」：星座別相性占い。
- 「気になるヒロイン」：当時の女性アイドル・タレントを、画像付きでプロフィール紹介。

- 「ホットゲームス」：開発中の新作ゲーム紹介。みつばち学園、ダウンロード、マジカルサウルスツアーの3本。
- 「仮面ビクター」：横スクロールアクション。
- 「世紀末逆玉開運馬主モノポリー」：競馬のウンチクをテーマに“いかに逆玉の輿を狙うか”という内容で展開されるデジタルコミック風ゲーム。
- 「星に願いを」：ラッシャー木村による音声解説付の星座占い。
- 「ジャンジャンボックス」：雑誌風の視聴者参加コーナー。投稿イラスト・投書の紹介や表彰など。
- 「PCエンジンソフト図鑑'90」：データベース式のPCエンジンソフトカタログ。
- 「あなたもキヨタ君」：念写がテーマ。Iボタンを連打してタイミングよくIIボタンを押す、というミニゲーム。
- 「ボムタウン・ストーリー」：登場人物が全員ワニの、オールドアメリカ風の酒場を舞台にしたデジタルコミック風ゲーム。
- 「UB64」：隣のボールを飛び越えて消していく、ペグソリティア・パズルゲーム。
- 「ちょっと英語ができたなら」：シチュエーションにあわせて英会話の選択肢を選んでいくアドベンチャーゲーム。
- 「実用デート講座」：デートをテーマにしたアドベンチャーゲーム。うまく進めると現実のデートでも使えそうなアドバイスがもらえる。

### 2号
- 「HELP」：創刊号と同様の操作説明。
- 「クスト」：各号連載型のデジタルアニメ。第1話。
- 「女子高校制服図鑑」：都内の女子高校の特色や制服をイラストで紹介。
- 「仮面ビクター2」：見下ろし型レースゲーム。
- 「だるまおとし」：だるまおとしのパズルゲーム。
- 「ジャンジャンボックス」：雑誌風の視聴者参加コーナー。投稿イラスト・投書の紹介や表彰など。
- 「実用デート講座」：横浜を舞台にした恋愛アドベンチャー。
- 「ラッシャー木村の星に願いを」：ラッシャー木村による星占いコーナー。押し相撲のミニゲーム付き。
- 「あなたもキヨタ君」：テレポート編。ゲーム内容は創刊号と同様。タイトル画面で右、左x5、下x2、上を押さないとゲームが始まらない。
- 「PCエンジンソフト図鑑'90」：データベース式のPCエンジンソフトカタログ。
- 「エンディング」：スタッフロール。

### 3号
創刊号、2号にあったオープニングムービーがなくなり、以降の号と共通のタイトル画面が採用された。
- 「HELP」：創刊号と同様の操作説明。
- 「クスト」：各号連載型のデジタルアニメ。第2話。
- 「Making of ドラヤキクエスト」：RPG製作の舞台裏を描いた、アドベンチャーゲーム。
- 「PRINCESS of PC-ENGINE」：PCエンジンゲームに登場するヒロインの紹介コーナー。
- 「タケシの桃色大冒険」：仮面ビクター3。敵キャラが女性だらけのシューティングゲーム。
- 「REVERSE3」：パネルの色を揃えるリバースパズルゲーム。
- 「ジャンジャンボックス」：雑誌風の視聴者参加コーナー。投稿イラスト・投書の紹介や表彰など。
- 「CLUB UB」：UBガールズの恋愛アドベンチャーゲーム「ロマンスをさがして」。UBガールズ3名の紹介もある。
- 「ラッシャー木村の星に願いを（お年玉付）」：ラッシャー木村による星占い。プロレスラーの人生ゲーム風すごろくもある。止まったマスに応じてイベントだけでなく、カードゲーム風のプロレス試合も起きる。
- 「あなたもきよたくん」：ディスコを舞台にしたサイコキネシス編。ゲーム内容は前2号と同じ。
- 「PCエンジンソフト図鑑 VOL3」：データベース式のPCエンジンソフトカタログ。インターフェースが一新された。
- 「編集後記」：スタッフロール。

### 4号
- 「フォネ」：ドラクエ・桃太郎伝説風のRPG。キャラ名や呪文にF1関連の名称が使われている。
- 「クスト」：各号連載型のデジタルアニメ。第3話。
- 「恋とけんかは江戸の華 栗太郎侍」：UBガールズの「ロマンスをさがして」シリーズ。時代劇風の恋愛アドベンチャーゲーム。
- 「PCエンジンソフト図鑑'91 VOL.4」：データベース式のPCエンジンソフトカタログ。
- 「どきどきなわとびランド」：どきどきシリーズ。タイミングよくボタンを押してなわとびするミニゲーム。
- 「信長の野郎」：戦国シミュレーション風の駒を使ったペグソリティア・パズルゲーム。
- 「あなたもきよたくん」：前号までの連射＋タイミングゲームではなく、ジャングル内を舞台にした射的風ゲームになった。
- 「あなたが、きよたくん」：視聴者参加型コーナー。投稿ネタの紹介。
- 「遊楽画廊デジタル」：視聴者参加型コーナー。投稿イラストの紹介。
- 「UB GRANDPRIX」：投稿イラストの受賞作品紹介コーナー。
- 「UB INFORMATION」：UBクラブや、投書の投稿先紹介など。
- 「EDITOR'S POSTSCRIPT」：スタッフによるコメント付きの編集後記。

### 5号
メニューがすべて英字表記になっている。
- 「CUSTO 4」：クスト。各号連載型のデジタルアニメ。第4話（最終話）。
- 「CLUB UB」：UBガールズの「ロマンスをさがして」シリーズ。恋愛アドベンチャーゲーム。
- 「TRORO」：となりのトロロ。3号のドラヤキクエストと同様のゲームで、今回はアニメ製作の舞台裏を描いたアドベンチャーゲームとなっている。
- 「INTERACTIVE COMIC」：デジタルコミック。後藤ユタカを選ぶと恋愛系、衛藤ヒロユキを選ぶと“ゲームあるある”のストーリーを楽しめる。
- 「GAME SOFT」：PCエンジンソフト図鑑'91。データベース式のPCエンジンソフトカタログ。
- 「SPORTS」：どきどきハードルランド。どきどきシリーズ。ハードルをタイミングよくジャンプしていくミニゲーム。
- 「DASAIYAS」：ダサイヤス。ダライアスのパロディ。板前が主人公のシューティングゲーム。
- 「ART GALLERY UB」：視聴者参加型コーナー。投稿イラストの紹介。
- 「UB INFORMATION」：UBクラブの紹介。

### 6号
メニューがすべて英字表記になっている。
- 「JANGKEN & FAIRIES」：じゃんけん＆フェアリーズ。じゃんけんを使って戦闘する、ドラクエ風のRPG。
- 「ALICE in FLAGLAND」：フラグの国のアリス。アドベンチャーゲーム。衛藤ヒロユキ。
- 「"HENAI" LECTURE」：水玉の恋愛模様講座。水玉雪之丞による恋愛アドベンチャーゲーム。
- 「DOKIDOKI DRIVELAND」：どきどきドライブランド。どきどきシリーズ。見下ろし型レースゲーム。
- 「CUSTO SPECIAL!」：クストの第1話から第4話までを視聴できる。途中セーブも可能。
- 「GAME SOFT」：PCエンジンソフト図鑑'92。データベース式のPCエンジンソフトカタログ。
- 「ART GALLERY UB」：視聴者参加型コーナー。投稿イラストの紹介。
- 「UB INFORMATION」：ウルトラボックス休刊のお知らせなど。